# (18987) Irani
(18987) Irani (2000 RU23) – planetoida z pasa głównego asteroid okrążająca Słońce w ciągu 3,32 lat w średniej odległości 2,22 j.a. Odkryta 1 września 2000 roku.